# Raven Grimassi
Raven Grimassi wł. Gary Charles Erbe (ur. 12 kwietnia 1951 w Pittsburghu, zm. 10 marca 2019) – amerykański pisarz, wielokrotnie nagradzany autor książek poświęconych neopogaństwu oraz Wicca. Rozgłos zyskał poprzez popularyzację Stregherii, która jest określana mianem „starej religii Włoch”.